# Beau Brummels '66
Beau Brummels '66 è un album di The Beau Brummels, pubblicato dalla Warner Bros. Records nel luglio 1966.

## Tracce
Lato A
1. You've Got to Hide Your Love Away – 3:40 (John Lennon, Paul McCartney)
2. Mr. Tambourine Man – 3:45 (Bob Dylan)
3. Louie, Louie – 2:12 (Chuck Berry)
4. Homeward Bound – 2:41 (Paul Simon)
5. These Boots Are Made for Walking – 2:54 (Lee Hazlewood)
6. Yesterday – 2:32 (John Lennon, Paul McCartney)

Lato B
1. Bang Bang – 1:52 (Sonny Bono)
2. Hang on Sloopy – 2:47 (Bert Russell, Wes Farrell)
3. Play with Fire – 2:50 (Mick Jagger, Keith Richards)
4. Woman – 2:01 (Bernard Webb)
5. Mrs. Brown You've Got a Lovely Daughter – 2:45 (Trevor Peacock)
6. Monday, Monday – 2:44 (John E. A. Phillips)

## Musicisti
- Sal Valentino - voce
- Ron Elliott - chitarra, voce
- Ron Meagher - basso, voce
- John Peterson - batteria

Musicista aggiunto
- Don Irving - chitarra[2]